# Ole Carneskog
Per Arnt Ole Carneskog, född 19 oktober 1918 i Karlskoga, död 17 december 1998 i Trollhättan, var en svensk läkare.
Carneskog, som var son till pastor Arvid Carlson och Wanja Wallén, blev efter studentexamen i Malmö 1937 medicine kandidat 1940 och medicine licentiat vid Lunds universitet 1946. Han var t.f. läkare på Restads sjukhus 1944 och 1946, t.f. provinsialläkare i Höörs, Laxå och Överums distrikt 1945, assistentläkare vid medicinska kliniken på Lunds lasarett 1945 och 1946, underläkare på Orups sanatorium 1947, vid medicinska kliniken på Vänersborgs lasarett 1946–1948, förste underläkare där 1949–1951, vid medicinska kliniken på Akademiska sjukhuset 1951–1955, överläkare vid Sätra brunn 1954–1955, biträdande överläkare vid medicinska kliniken på Vänersborgs lasarett 1956–1958, överläkare vid medicinska kliniken på Säffle lasarett 1958–1963 och vid medicinska kliniken på lasarettet i Trollhättan från 1963.
Carneskog var sekreterare och kassaförvaltare i Svenska internförbundet från 1963 och vice ordförande i Älvsborgs läns norra läkarförening från 1965. Han tillhörde stadsfullmäktige i Säffle stad 1963. Han författade skrifter i hematologi och invärtes medicin.